# Lieto Colle
Lieto Colle era un comune italiano creato nel 1928 con la fusione dei comuni di Parè, Drezzo e Cavallasca, precedentemente conosciuto come Figazzo (dalla parola fichi). La sede del municipio era a Parè. Il comune fu soppresso nel 1956.

## Storia
Nelle prime discussioni sulla fusione dei comuni, oltre che di Parè, Drezzo e Cavallasca, si era parlato anche di Gironico, ma in seguito l'inclusione di quest'ultima località non fu più presa in esame. Il podestà di Cavallasca Orlando Masciadri aveva all'inizio proposto per il costituendo comune il nome di Propelvetia Comense (basato sulle parole latine prope e Helvetia, tale nome significava "vicino alla Svizzera"). Questa proposta non fu però accolta e si scelse invece il nome suggerito da Margherita Sarfatti, proprietaria della villa del Soldo a Cavallasca e ai tempi amante di Mussolini. La nascita di Lieto Colle fu sancita da un decreto del 26 aprile 1928.
Dopo la Liberazione, emerse il malcontento per la fusione dei comuni e fu richiesto di tornare alla situazione precedente. Da Roma, però, giungevano risposte negative. Nel maggio del 1955 i consiglieri comunali di Lieto Colle, per protesta, rassegnarono tutti insieme le dimissioni. Il comune fu affidato a un commissario prefettizio. Nel 1956 un decreto del presidente della Repubblica (3 settembre, pubblicato sulla Gazzetta Ufficiale del 26 ottobre) stabiliva infine la soppressione di Lieto Colle: "Sono ricostituiti i comuni di Cavallasca, di Paré e, per l'effetto, di Drezzo, in provincia di Como, con le circoscrizioni territoriali preesistenti alla data della relativa soppressione. Il Comune di Lieto Colle è soppresso".

## Lieto Colle nella letteratura
Liala, la famosa scrittrice di romanzi rosa, ha scritto un romanzo intitolato Non dimenticare Lietocolle (attaccato - il nome corretto dell'ex comune è scritto invece con due parole separate). In questa opera Drezzo è chiamata "Orezzo".

### Edizioni Lietocolle
Lietocolle è una casa editrice di poesia nata nel 1985 a Faloppio, nelle colline comasche, fondata da Michelangelo Camelliti. Nella primavera del 2022 il marchio è stato acquisito dalla casa editrice Ronzani Editore.